# حكومة الهادي الأخوة
حكومة الهادي الأخوة هي حكومة تونسية ترأسها الهادي الأخوة، تأسست في 2 مارس 1932 وانتهت مهامها في 31 ديسمبر 1942.

## الأعضاء

### الوزراء التونسيون

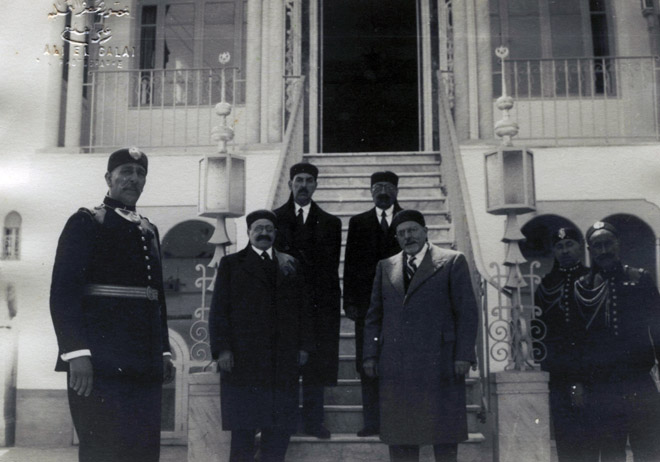
في درج قصر المرسى سنة 1942: الوزير الأكبر الهادي الأخوة (على يمين الصف الأول) ووزير العدل عبد الجليل الزاوش (على يمين الصف الثاني) ووزير القلم أحمد بالرايس.

| الصورة | الوزارة       | الاسم                                     |
| ------ | ------------- | ----------------------------------------- |
|        | الوزير الأكبر | الهادي الأخوة                             |
|        | وزير العدل    | طاهر خير الدين (1932 - 1934)              |
|        | وزير العدل    | علي السقاط (1934 - 1935)                  |
|        | وزير العدل    | سالم الصنادلي (1935 - 1936)               |
|        | وزير العدل    | عبد الجليل الزاوش (1936 - 31 ديسمبر 1942) |
|        | وزير القلم    | يونس حجوج (1932 - 1935)                   |
|        | وزير القلم    | علي السقاط (1935)                         |
|        | وزير القلم    | عبد الجليل الزاوش (1935 - 1936)           |
|        | وزير القلم    | أحمد بن رايس (1936 - 1941)                |
|        | وزير القلم    | الحبيب الجلولي (1941 - 1942)              |

### الوزراء الفرنسيون
| الوزارة                                           | الاسم                                                 |
| ------------------------------------------------- | ----------------------------------------------------- |
| المدير العام للمالية                              | بول دوبوا تان (Paul Dubois-Taine) (1932 - 1934)       |
| المدير العام للمالية                              | روجيه أوبنو (Roger Hoppenot) (1934 - 1937)            |
| المدير العام للمالية                              | لوي كارتري (Louis Cartry) (1937 - 1942)               |
| المدير العام للتربية العامة والفنون الجميلة بتونس | إيميل غو (Émile Gau) (1932 - 1937)                    |
| المدير العام للتربية العامة والفنون الجميلة بتونس | بول مارتان شوفو (Paul-Martin Cheffaud) (1937 - 1941)  |
| المدير العام للتربية العامة والفنون الجميلة بتونس | روجيه لو تورنو (Roger Le Tourneau) (1941 - 1942)      |
| المدير العام للأشغال العامة                       | بول فافيار (Paul Favière) (1932 - 1934)               |
| المدير العام للأشغال العامة                       | مارسال بيوفولو (Marcel Buovolo) (1934 - 1940)         |
| المدير العام للأشغال العامة                       | مارسال غوسلان (Marcel Gosselin) (1940 - 1942)         |
| المدير العام للديوان التونسي للبريد والبرق        | جول دوبون (Jules Dupont) (1932 - 1935)                |
| المدير العام للديوان التونسي للبريد والبرق        | جان باتيست دورون (Jean-Baptiste Durand) (1935 - 1941) |
| المدير العام للديوان التونسي للبريد والبرق        | جان داز (Jean Dèzes) (1941 - 1942)                    |